# San José de Ocoa (Ort)
San José de Ocoa ist eine Stadt in der Dominikanischen Republik. Sie ist der Hauptort der Provinz San José de Ocoa und hat 22.383 Einwohner (Zensus 2010) in der städtischen Siedlung. In der Gemeinde San José de Ocoa leben 39.451 Einwohner.

## Geografie
Die Stadt liegt in einem Tal in der südlichen Region der Gebirgskette Cordillera Central. Sie befindet sich auf einer Höhe von 475 Metern. Die Gemeinde umfasst eine Fläche von 484,87 km².

## Geschichte
Die Stadt wurde 1805 von Migranten aus der südlichen Stadt Baní gegründet. Die spanisch-kanarischen Nachkommen waren die erste ethnische Gruppe, die sich in San José de Ocoa ansiedelte und eine bedeutende Minderheit in der Stadt blieb. Andere Familien aus Spanien, Italien und Frankreich sollten bald folgen. Später siedelten sich auch Schwarze in San José de Ocoa an, die meisten von ihnen waren afrokaribische Cocolo-Nachfahren, die aus San Pedro de Macoris kamen. Im Dezember 1858 wurde San José de Ocoa zur Gemeinde in der ehemaligen Provinz Santo Domingo erhoben; 1895 wurde es Teil der Provinz Azua. Im Jahr 1944, als die Provinz Peravia geschaffen wurde, wurde San José de Ocoa eine Gemeinde dieser Provinz. Schließlich wurde die Stadt am 6. September 2000 zur Hauptstadtgemeinde der neuen Provinz San José de Ocoa.

## Wirtschaft
Die Landwirtschaft ist der dominierende Sektor in der Wirtschaft der Gemeinde. Die wichtigsten Anbauprodukte sind Kaffee, Bohnen und Kartoffeln. Auch andere Gemüsesorten wie Kohl und Karotten werden angebaut, ebenso wie einige tropische Früchte (Avocado und Mango). Andere wirtschaftliche Aktivitäten sind Handel, Schreinerei und die Verarbeitungen von landwirtschaftlichen Produkten.